# Faucon Flacq SC
El Faucon Flacq SC es un equipo de fútbol de las islas Mauricio que compite en la Primera División de las islas Mauricio, la segunda liga de fútbol más importante del país.

## Historia
Fue fundado en el año 1945 en la localidad de Flacq y cuenta con 5 campeonatos de liga, 5 de copa y 1 copa de la República, aparte de que ha participado en 2 torneos del continente africano.

## Palmarés
- Liga Premier de las islas Mauricio: 5

1949, 1954, 1955, 1957, 1958
- Copa de Mauricio: 3

1958, 1959, 1967
- Copa de la República de Mauricio: 1

2003

## Participación en competiciones de la CAF
| Temporada | Torneo                            | Ronda      | Club               | Casa | Visita | Global |
| --------- | --------------------------------- | ---------- | ------------------ | ---- | ------ | ------ |
| 1988      | Copa Africana de Clubes Campeones | Preliminar | LDF FC             | 3-0  | 0-2    | 3-2    |
| 1988      | Copa Africana de Clubes Campeones | 1          | Black Rhinos FC    | 2-1  | 2-2    | 4-3    |
| 1988      | Copa Africana de Clubes Campeones | 2          | Matchedje          | 2-0  | 1-5    | 3-5    |
| 1997      | Liga de Campeones de la CAF       | 1          | JS Saint-Pierroise | 1-0  | 0-3    | 1-3    |